# 키야스 코헤이
키야스 코헤이(일본어: 喜安 浩平, 1975년 2월 19일 ~ )는 일본의 남성 배우이자 성우이다. 극단 団나일론 100°C 소속. 에히메현 출신. 히로시마 대학 학교교육학부 졸업. (미술 유화전공) 스스로 극단 브루독 킹 헤드록을 주재 하고 있었지만, 작・연출에 전념하기 위해, 2008년부터 니시야마 히로시가 주재 하게 되었다.

## 성우 활동

### 출연 작품

#### TV 애니메이션
2000년
- 더 파이팅(마쿠노우치 잇뽀)

2001년
- 테니스의 왕자(카이도 카오루)

2002년
- 하나다 소년사(천상악귀)
- 드래곤 드라이브(토키 코헤이)
- 휘슬!(후와 다이치)
- 포켓몬스터 AG(토우키)

2003년
- 디어 보이즈(아이카와 카즈히코)

2004년
- 쾌걸 조로리(펄)
- 창궁의 파프너(미나시로 소우시)

2005년
- 노에인 ~또 하나의 너에게~(후쿠로우)
- 카페타(안도 노부)

2006년
- 부활하는 하늘 -Rescue Wings-(스즈키 히로노리)

2009년
- 더 파이팅 New Challenger(마쿠노우치 잇뽀)

#### OVA
2003년
- 미즈이로(카타세 켄지)

2006년
- 테니스의 왕자님 OVA(카이도 카오루)

#### 극장판
2005년
- 창궁의 파프너 RIGHT OF LEFT